# 므엉족
므엉족(베트남어: Người Mường / 𠊛𡙧)은 베트남의 53개 소수 민족 중에서 세 번째로 수가 많은 민족이다. 인구는 약 120만명에 이른다. 므엉족은 베트남 북부의 산악 지역에서 살고 있으며, 주로 호아빈 성이나 산악이 많은 타인호아 성에 집중 분포한다.
므엉족은 킨족과 인종적으로 가장 가깝다. 므엉족과 타이족은 서로의 문화에 많은 영향을 주고 받았으며, 오늘날에도 므엉족은 인종적으로 베트남인들과 가깝지만, 문화적으로는 타이족과 더 가깝다.

## 언어
베트남어와 관계가 깊은 므엉어를 말한다.

## 문학
므엉족은 《떼딱떼딱》과 같은 많은 귀중한 서사시(모)를 가지고 있다. 이것은 지구와 물을 낳은 신화이다.

## 같이 보기
- 베트남의 민족

### 동영상
- 호아빈 므엉족의 음악, 음식, 결혼 관습
- Government scientists work with farmers from the Muong ethnic minority to improve local rice varieties